# 바를라벤투 제도

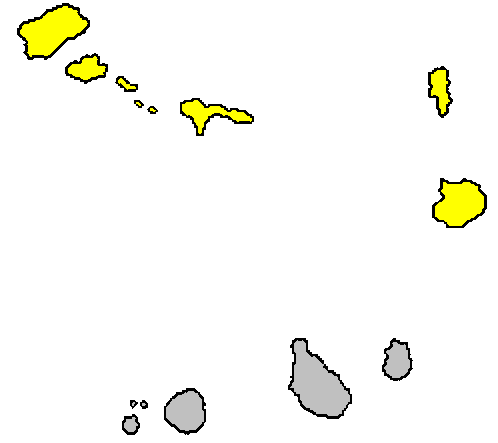
바를라벤투 제도

바를라벤투 제도(포르투갈어: Barlavento)는 카보베르데 제도 북쪽에 위치한 군도이다. 바를라벤투는 "바람이 불어오는 방향"을 뜻한다.
이들 섬은 크게 2개 지역으로 나뉘는데 서쪽에 있는 산투안탕섬(Santo Antão), 상비센트섬(São Vicente), 상니콜라우섬(São Nicolau), 산타루지아섬(Santa Luzia), 브랑쿠섬(Branco), 하주섬(Raso)은 바위가 많고 화산 활동이 활발하며 농업이 발달했다. 동쪽에 있는 살섬(Sal)과 보아비스타섬(Boa Vista)은 평지가 많고 사막 기후를 띠고 있다.
과거에는 소금 생산이 이 지역 경제의 기반이었지만 현재는 관광업 중심으로 전환하였다. 그 밖에 살헤이섬(Sal-Rei), 발루아르트섬(Baluarte), 파사루스섬(Pássaros), 하부드중쿠섬(Rabo de Junco)과 같은 작은 섬들이 있다.

## 같이 보기
- 소타벤투 제도